# Morley Glacier
Morley Glacier är en glaciär i Antarktis. Den ligger i Östantarktis. Nya Zeeland gör anspråk på området. Morley Glacier ligger 942 meter över havet.
Terrängen runt Morley Glacier är bergig åt sydost, men åt nordväst är den kuperad. Trakten är obefolkad. Det finns inga samhällen i närheten. 